# Episodi de La scuola dei misteri (prima stagione)
La prima stagione della serie televisiva La scuola dei misteri, composta da otto episodi, è stata pubblicata sul servizio di streaming on demand Prime Video il 19 febbraio 2021.
Il cast principale di questa stagione è composto da Asia Ortega, Albert Salazar, Carlos Alcaide e Daniela Rubio.
| nº | Titolo     | Pubblicazione    |
| -- | ---------- | ---------------- |
| 1  | Episodio 1 | 19 febbraio 2021 |
| 2  | Episodio 2 | 19 febbraio 2021 |
| 3  | Episodio 3 | 19 febbraio 2021 |
| 4  | Episodio 4 | 19 febbraio 2021 |
| 5  | Episodio 5 | 19 febbraio 2021 |
| 6  | Episodio 6 | 19 febbraio 2021 |
| 7  | Episodio 7 | 19 febbraio 2021 |
| 8  | Episodio 8 | 19 febbraio 2021 |

## Episodio 1
- Diretto da: Jesús Rodrigo
- Scritto da: Asier Andueza, Laura Belloso

### Trama
Nel collegio di Las Cumbres, situato nella Valle del Corvo in cima ad un monte in un ex monastero e per questo in posizione isolata, ragazzi e ragazze con un passato difficile sono sottoposti ad una rigida disciplina. Quattro di loro, Amaia, il suo fidanzato Manuel, e i fratelli Paul e Adele progettano una fuga notturna dopo aver rubato soldi alla direttrice per comprare biglietti dell'autobus e rifarsi una vita. Mentre scalano il tetto, Adele ha paura e si tira indietro, costringendo il fratello Paul a rimanere con lei, mentre Amaia e Manuel riescono con qualche difficoltà a far partire il furgone del collegio, ma il loro tentativo di sfondare il cancello non riesce del tutto e i due sono costretti a scappare a piedi, attraverso il bosco. Qui, Manuel scivola in una scarpata, rotola e batte la testa, perdendo i sensi. Amaia assiste impotente alla comparsa di un'oscura figura con mantello e maschera della Peste, che solleva il ragazzo e sparisce nell'oscurità.
- Durata: 46 minuti

## Episodio 2
- Diretto da: Jesús Rodrigo
- Scritto da: Asier Andueza, Sara Belloso, Laura Belloso

### Trama
Amaia, stremata e ancora sconvolta dal rapimento del suo fidanzato Manuel, viene raggiunta da Mara, direttrice della scuola e Mario, il crudele insegnante di educazione fisica e costretta a tornare al collegio. Entrambi non sembrano credere alle parole della ragazza, convinti che Manuel sia semplicemente scappato abbandonando Amaia. Tornata al monastero, Amaia racconta quanto ha veduto durante la notte a Paul, ma anche lui sembra scettico reputando la storia troppo strana per essere vera, inoltre non hanno la possibilità di avvisare direttamente la polizia perché il monastero è isolato dal resto del mondo e gli unici telefoni presenti sono tenuti sotto chiave fuori dalla portata dagli studenti.
In biblioteca, scoprono per caso dei ritratti del XVI secolo raffiguranti persone vestite proprio come la figura descritta da Amaia che ha rapito Manuel.
- Durata: 54 minuti
- Interpreti comprimari:

## Episodio 3
- Diretto da: Carles Torrens
- Scritto da: Verónica Marzá, Asier Andueza, Sara Belloso, Laura Belloso

### Trama
- Durata: 48 minuti
- Interpreti comprimari:

## Episodio 4
- Diretto da: Denis Rovira
- Scritto da: Sara Belloso, Abraham Sastre, Asier Andueza, Laura Belloso

### Trama
- Durata: 54 minuti
- Interpreti comprimari:

## Episodio 5
- Diretto da: Denis Rovira
- Scritto da: Abraham Sastre, Sara Belloso, Asier Andueza, Laura Belloso

### Trama
- Durata: 53 minuti
- Interpreti comprimari:

## Episodio 6
- Diretto da: Carles Torrens
- Scritto da: Laura Belloso, Asier Andueza, Abraham Sastre, Sara Belloso

### Trama
- Durata: 51 minuti
- Interpreti comprimari:

## Episodio 7
- Diretto da: Denis Rovira
- Scritto da: Abraham Sastre, Sara Belloso, Asier Andueza, Laura Belloso

### Trama
- Durata: 52 minuti
- Interpreti comprimari:

## Episodio 8
- Diretto da: Carles Torrens
- Scritto da: Abraham Sastre, Sara Belloso, Asier Andueza, Laura Belloso

### Trama
- Durata: 50 minuti
- Interpreti comprimari: